# Victorio Ramis
Victorio Gabriel Ramis (Córdoba, Argentina, 7 de julio de 1994) es un futbolista argentino que se desempeña como delantero en Independiente Rivadavia de la Primera División de Argentina.

## Trayectoria

### Talleres

#### 2014
Victorio nació futbolísticamente en la cantera de la "T", y firmó su primer contrato profesional con el Club el 9 de mayo de 2014, debutando oficialmente con la camiseta de Talleres 17 días después, en el encuentro frente a Huracán, correspondiente a la Primera B Nacional, bajo la dirección técnica de Jorge Ghiso. El delantero de 21 años, acumuló gran cantidad de goles en Liga Cordobesa de Fútbol jugando para el "Tallerito" (nombre que se le da a la reserva del Club Atlético Talleres), como así también en las divisionales correspondientes a la AFA.
Luego de la salida de Jorge Ghiso como entrenador del club, la llegada de Ángel Hoyos parecía dejar un tanto relegado al delantero en el primer equipo, pero Ramis no bajó los brazos, volvió a sus fuentes, y recobró fuerzas en el "Tallerito", donde tuvo una gran actuación en la semifinal de la Liga Cordobesa ante Belgrano, que le permitió volver al primer equipo. Luego de no jugar contra Unión de Mar del Plata (en la dura derrota de la “T”) el director técnico Hoyos decidió que era su momento y lo incluyó entre los titulares ante Defensores de Belgrano de Villa Ramallo, y la victoria era la única opción para seguir con chances. Ramis convirtió el gol esa noche en un triunfo que le devolvió las esperanzas a su equipo. El siguiente partido, durante el desempate ante Unión de Mar del Plata en Junín, Victorio fue titular, pero al equipo no le alcanzó y perdió su oportunidad de ascender esa noche.
Victorio Ramis recibió el premio "Estímulo 2014″ de La Voz del Interior, galardón que distingue a las promesas del deporte cordobés. Este premio que se entrega desde 1993, supo destacar a atletas de la talla de Fabricio Oberto, David Nalbandian, Ángel Cabrera, Facundo Campazzo o Julio Buffarini, entre otros.

#### 2015
En 2015 sufrió un desgarro en un partido ante Tiro Federal. Antes de estar al 100% jugó algunos partidos en la reserva, que estaba jugando la Liga Cordobesa. Fue ascendido nuevamente al primer equipo y comenzó a jugar como volante por ambos lados bajo el mando del DT Frank Darío Kudelka.
Finalmente el 27 de octubre de 2015, con un gol de Victorio Ramis, Talleres logró el esperado ascenso a la Primera B Nacional.

#### 2016
Ya con el equipo en la Primera B Nacional , por la primera fecha de la B Nacional 2016, convertiría el primer gol de la temporada ante Brown de Puerto Madryn. Y en esa misma temporada, consiguió el ascenso con Talleres a la Primera División del Fútbol Argentino. Esa temporada disputó un total de 21 partidos y convirtió 4 goles.

#### 2017
Con el equipo en Primera División disputó 19 partidos por el Campeonato 2016/17 y convirtió 5 goles. Uno de sus goles más importantes fue el que marco frente a Boca Juniors en La Bombonera, sin dudas uno de los tantos más importantes de su carrera profesional. Con el cierre del campeonato Victorio es valorado como uno de los mejores de la delantera del equipo de Córdoba; recibe una oferta de transferencia de Godoy Cruz.

### Godoy Cruz
Finalmente el 2 de agosto de 2017 se confirma su salida, es vendido a Godoy Cruz el cual adquiere los derechos federativos y el 50% de los económicos.

## Estadísticas
Actualizado al 8 de agosto de 2024
| Talleres Argentina | 2.ª           | 2013-14       | 2   | 0  | 0  | 0 | — | — | 2   | 0  | 0    |
| Talleres Argentina | 3.ª           | 2014          | 10  | 3  | 0  | 0 | — | — | 10  | 3  | 0.3  |
| Talleres Argentina | 3.ª           | 2015          | 11  | 3  | 0  | 0 | — | — | 11  | 3  | 0.27 |
| Talleres Argentina | 2.ª           | 2016          | 21  | 4  | 1  | 0 | — | — | 22  | 4  | 0.18 |
| Talleres Argentina | 1.ª           | 2016-17       | 20  | 5  | 1  | 0 | — | — | 21  | 5  | 0.24 |
| Talleres Argentina | Total club    | Total club    | 64  | 15 | 2  | 0 | 0 | 0 | 66  | 15 | 0.23 |
| Godoy Cruz Argentina | 1.ª           | 2017-18       | 23  | 3  | 2  | 2 | — | — | 25  | 5  | 0.2  |
| Godoy Cruz Argentina | 1.ª           | 2018-19       | 13  | 4  | 2  | 1 | 4 | 0 | 19  | 5  | 0.26 |
| Godoy Cruz Argentina | Total etapa   | Total etapa   | 36  | 7  | 4  | 3 | 4 | 0 | 44  | 10 | 0.23 |
| Argentinos Jrs Argentina | 1.ª           | 2019-20       | 4   | 0  | 1  | 0 | 2 | 0 | 7   | 0  | 0    |
| Argentinos Jrs Argentina | Total club    | Total club    | 4   | 0  | 1  | 0 | 2 | 0 | 7   | 0  | 0    |
| Godoy Cruz Argentina | 1.ª           | 2020          | 4   | 0  | 1  | 0 | — | — | 5   | 0  | 0    |
| Godoy Cruz Argentina | Total etapa   | Total etapa   | 4   | 0  | 1  | 0 | 0 | 0 | 5   | 0  | 0    |
| Godoy Cruz Argentina | Total club    | Total club    | 40  | 7  | 5  | 3 | 4 | 0 | 49  | 10 | 0.2  |
| Ferro Argentina | 2.ª           | 2021          | 15  | 1  | 0  | 0 | — | — | 15  | 1  | 0.07 |
| Ferro Argentina | Total club    | Total club    | 15  | 1  | 0  | 0 | 0 | 0 | 15  | 1  | 0.07 |
| Alvarado Argentina | 2.ª           | 2022          | 27  | 0  | 0  | 0 | — | — | 27  | 0  | 0    |
| Alvarado Argentina | Total club    | Total club    | 27  | 0  | 0  | 0 | 0 | 0 | 27  | 0  | 0    |
| Independiente Rivadavia Argentina | 2.ª           | 2023          | 30  | 1  | 1  | 0 | — | — | 31  | 1  | 0.03 |
| Independiente Rivadavia Argentina | 1.ª           | 2024          | 4   | 0  | 11 | 3 | — | — | 15  | 3  | 0.2  |
| Independiente Rivadavia Argentina | Total         | Total         | 34  | 1  | 12 | 3 | 0 | 0 | 46  | 4  | 0.09 |
| Total carrera | Total carrera | Total carrera | 179 | 24 | 8  | 3 | 6 | 0 | 193 | 27 | 0.14 |
| (1) La copa nacional se refiere a la Copa Argentina y Supercopa Argentina . (2) La copa internacional se refiere a la Copa Sudamericana, Recopa Sudamericana, Copa Libertadores y Copa Suruga Bank. |               |               |     |    |    |   |   |   |     |    |      |

## Palmarés

### Torneos locales
| Título             | Club                    | País      | Año  |
| ------------------ | ----------------------- | --------- | ---- |
| Torneo Federal A   | Talleres                | Argentina | 2015 |
| Primera B Nacional | Talleres                | Argentina | 2016 |
| Primera B Nacional | Independiente Rivadavia | Argentina | 2023 |